# Żleb pod Siodło

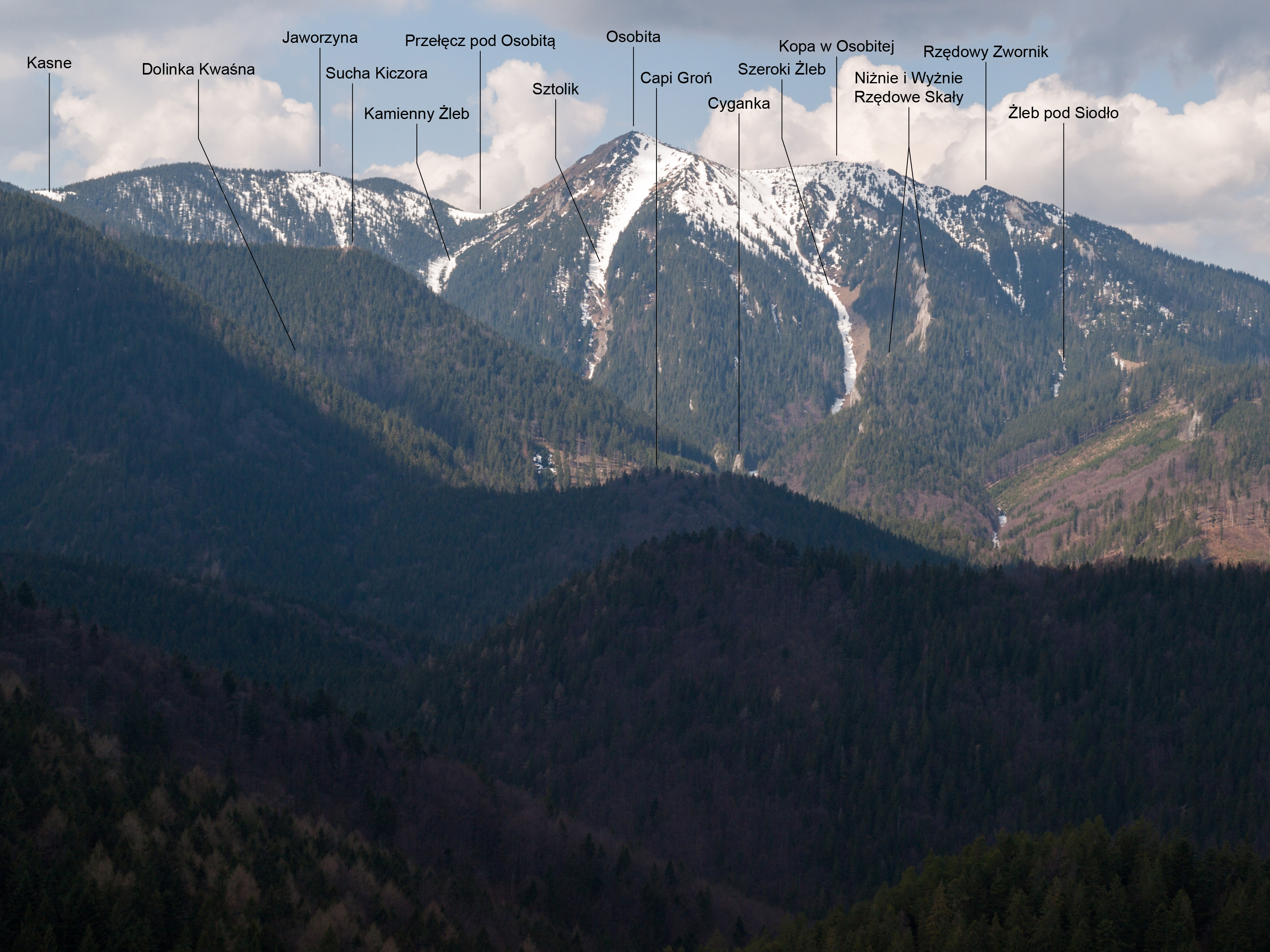
Widok z Turka

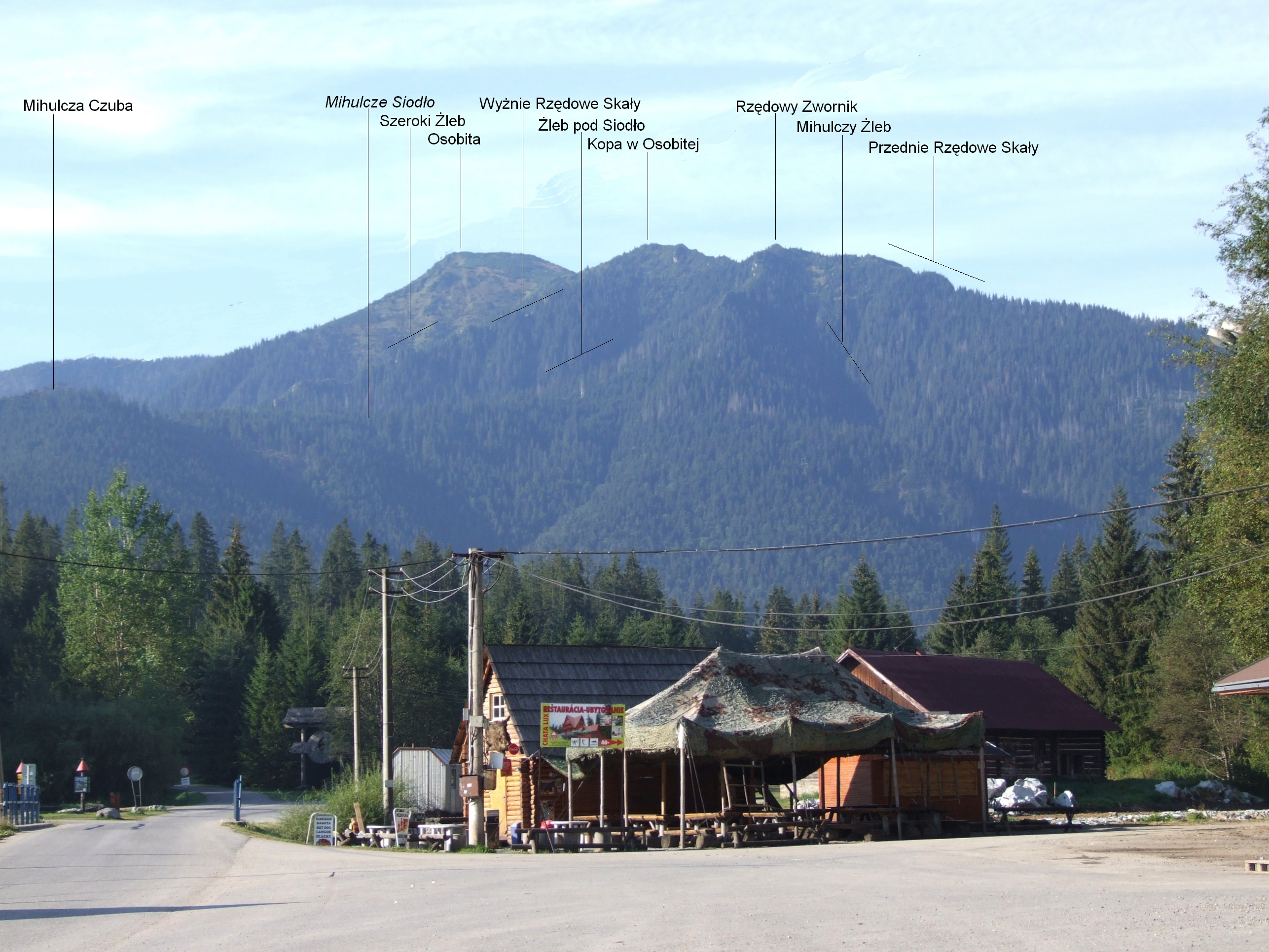
Widok z Orawic na masyw Osobitej

Żleb pod Siodło (słow. Žľab pod Sedlom) – żleb w masywie Osobitej, będący orograficznie lewym odgałęzieniem Doliny Suchej Orawickiej w słowackich Tatrach Zachodnich. Nazwę Żleb pod Siodło podaje polska mapa. Józef Nyka i przewodnik Tatry Zachodnie. Słowacja podają dla tego żlebu inną nazwę – Suchy Żleb (Suchý žľab).
Żleb pod Siodło opada z północno-wschodnich stoków grani pomiędzy Kopą w Osobitej (1617 m) i Rzędowym Zwornikiem (1589 m). Na wysokości około 1000 m,  na górnym końcu polany Pańskie Szałasisko uchodzi do Doliny Suchej. Orograficznie lewe ograniczenie Żlebu pod Siodlo tworzy odchodzący od Rzędowego Zwornika grzbiet, który poprzez Mihulcze Siodło ciągnie się do Mihulczej Czuby, z prawej strony jest to odchodząca od Kopy w Osobitej grzęda z   Wyżnimi i Niżnimi Rzędowymi Skałami. Żleb jest nieco kręty i na całej niemal długości zalesiony, najwyższe partie są bardzo strome i zarośnięte kosodrzewiną. Jedynie dolnym końcem żlebu prowadzi ślepo kończąca się w lesie droga. Dnem żlebu spływa potok będący lewym dopływem Suchego Potoku.
Żlebem pod Siodło nie prowadzi żaden znakowany szlak turystyczny, nigdy też żleb ten nie miał znaczenia turystycznego, dawniej natomiast był wypasany. Na jego lewych zboczach w okolicy Mihulczego Siodła jest duża polana Siodło, pozostałość dawnego pasterstwa. Obecnie niemal cały żleb znajduje się na obszarze ochrony ścisłej Rezervácia Osobitá, poza tym obszarem jest tylko dolna część lewych jego stoków (na Mihulczej Czubie do wysokości drogi leśnej).